# Jane Smiley
Pour les articles homonymes, voir Smiley (homonymie).
Jane Smiley, née le 26 septembre 1949 à Los Angeles en Californie, est une romancière américaine. Elle est lauréate du prix Pulitzer 1992 pour son roman L'Exploitation (En anglais "A Thousand Acres"  paru en 1991) inspiré du Roi Lear de Shakespeare

## Biographie
Jane (Graves) Smiley est née à Los Angeles, Californie. Elle grandit à Webster Groves, Missouri, une banlieue de Saint-Louis. Passant par l'école communale puis l'école John Burroughs, elle poursuit son cursus en obtenant une licence (B.A.) et une maîtrise (M.A.) en littérature au Vassar College de New York avant de s'inscrire à l'université de l'Iowa et d'y obtenir une autre maîtrise (M.A.) en 1976 et un doctorat (Ph.D.) en 1978.
Durant la période de son doctorat, elle obtient une bourse Fulbright qui lui permet de suivre une année d'étude en Islande.  
De 1981 à 1996, elle est professeur d'anglais à l'université d'État de l'Iowa et y enseigne - dans le cadre d'ateliers -  l'écriture créative aux premiers cycles et cycles supérieurs. 
En 1996, elle déménage en Californie ou elle reprend l'enseignement de l'écriture créative à l'université de Californie, Riverside, en 2015.

## Récompenses
1992 : Prix Pulitzer de la fiction pour son roman L'Exploitation; en anglais "A Thousand Acres"  paru en 1991 aux Etats-Unis, traduit en français par Françoise Cartano et édité en 1993 par les éditions Rivages.
2006 : Prix Fitzgerald, "Prix d'excellence en littérature américaine" (Award for Achievement in American Literature). Ce prix est décerné chaque année lors du "festival littéraire F. Scott Fitzgerald" à Rockville Maryland. Ville où Francis Scott Fitzgerald, sa femme Zelda et sa fille Frances sont inhumés.

## Œuvres

### Romans
- (en) Barn Blind, 1980
- Jusqu'au lendemain, Rivages, 2003 ((en) At Paradise Gate, 1981)  (ISBN 2-7436-1129-4)
- Un appartement à New York, Rivages, 1996 ((en) Duplicate Keys, 1984)  (ISBN 2-7436-0311-9)
- Chagrins, Rivages, 1998 ((en) The Age of Grief, 1987)  (ISBN 2-7436-0387-9)
- La Nuit des Groenlandais, Robert Laffont, 1989 ((en) The Greenlanders, 1988)  (ISBN 2-221-05771-6)
- L'Exploitation, Rivages, 1993 ((en) A Thousand Acres, 1991)  (ISBN 2-7436-0124-8)
- Moo, Rivages, 1996 ((en) Moo, 1995)  (ISBN 2-7436-0114-0)
- Les aventures véridiques de Lidie Newton, Rivages, 2002 ((en) The All-True Travels and Adventures of Lidie Newton, 1998)  (ISBN 2-7436-1006-9)
- Le Paradis des chevaux, Rivages, 2001 ((en) Horse Heaven, 2000)  (ISBN 2-7436-0829-3)
- En toute bonne foi, Rivages, 2004 ((en) Good Faith, 2003)  (ISBN 2-7436-1306-8)
- Dix jours dans les collines de Hollywood, Rivages, 2008 ((en) Ten Days in the Hills, 2007)  (ISBN 978-2-7436-1797-4)
- Une vie à part, Rivages, 2011 ((en) Private Life, 2010)  (ISBN 978-2-7436-2168-1)
- (en) A Good Horse, 2010
- Les Aventures de l'intrépide Stroïka dans Paris, Rivages, 2021 ((en) Perestroika in Paris, 2020)  (ISBN 978-2-7436-5463-4)

### Trilogie Un siècle américain
- Nos premiers jours, Rivages, 2016 ((en) Some Luck, 2014)  (ISBN 978-2-7436-3754-5)
- Nos révolutions, Rivages, 2018 ((en) Early Warning, 2015)  (ISBN 978-2-7436-4410-9)
- Notre Âge d'or, Rivages, 2019 ((en) Golden Age, 2015)  (ISBN 978-2-7436-4633-2)

### Recueils de nouvelles
- Chagrins, Rivages, 2000 ((en) The Age of Grief, 1987)  (ISBN 2-7436-0630-4)
- Portraits d'après nature, Rivages, 1993 ((en) Ordinary Love and Good Will, 1989)  (ISBN 2-86930-703-9)

### Essais
- (en) Catskill Crafts, 1988
- Charles Dickens, Fides, 2003 ((en) Charles Dickens, 2003)  (ISBN 2-7621-2484-0)
- (en) A Year at the Races: Reflections on Horses, Humans, Love, Money, and Luck, 2004
- (en) Thirteen Ways of Looking at the Novel, 2005
- (en) The Man Who Invented The Computer, 2010

## Adaptation au cinéma
Son roman The Age of Grief a été adapté au cinéma en 2002 sous le titre The Secret Lives of Dentists.